# Калиновка (Красноярский район)
Калиновка — село в Красноярском районе Самарской области. Входит в состав сельского поселения Коммунарский.

## География
Расположено в 29 км к северо-западу от районного центра — села Красный Яр, на правом берегу реки Кондурча у слияния с рекой Кобельма.

## История
Основано в 1738 г. как поселение новокрещенных калмыков. Изначально носило название Кобельма. Входило в состав Стробуяновской волости Самарского уезда Самарской губернии. В селе имеется церковь, земская школа, церковно — приходская школа, кирпичный завод и две водяные мельницы. В 1952 г. село Кобельма переименовано в Калиновку.

## Население
| 2010 |
| ---- |
| 318  |

По данным переписи 1897 г. село состояло из 471 двора, в которых проживало 2849 человек (в том числе мужчин — 1346 и женщин — 1503, все православного вероисповедания, основная масса населения — русские и мордва.